# Lina Sandell (poetessa)
Karolina Wilhelmina Sandell-Berg, detta Lina (Fröderyd, 3 ottobre 1832 – Stoccolma, 27 luglio 1903), è stata una poetessa e traduttrice svedese, nota soprattutto come autrice di inni religiosi.
Tra le sue poesie più famose, figurano Blott en dag, Bred dina vida vingar, Tryggare kan ingen vara, ecc.  Molte delle sue poesie furono messe in musica da Oscar Anhfelt.

## Biografia
Carolina Wilhelmina Sandell nacque a Fröderyd  il 3 ottobre 1832 . Era figlia del sacerdote Jonas Sandell.
All'età di 13 anni scrisse un libro di annotazioni in cui comparivano anche alcune poesie.
Nel 1852, pubblicò la sua prima raccolta poetica, intitolata Andliga vårblommor e che conteneva 34 poesie.
All'età di 23 anni, scrisse quella che è considerata la sua poesia più famosa, Ingen er så tryg i fare, meglio conosciuta come Tryggare kan ingen vara. Secondo la tradizione, la composizione sarebbe avvenuta nel giardino di casa e come fonte d'ispirazione sarebbe stato il canto degli uccelli.
Nel 1855 iniziò la sua collaborazione con il compositore Oscar Ahnfeldt.
Nel 1858  perse in modo tragico il padre, che morì per una tempesta sul Vättern, mentre stava navigando tra Jönköping e Göteborg.
Soltanto due anni dopo morì anche la madre  e la Sandell decise così di trasferirsi a Stoccolma   .
Il 20 luglio 1861 fu convocata dalla Fondazione Evangelica Nazionale per un aiuto nel lavoro di traduzione.  Si trattava per lo più di canti, opere per bambini e biografie.
Tra il 1882 e il 1892 uscì Samlade sånger, una raccolta in tre volumi contenente tutta l'opera poetica della Sandell.
Morì il 27 luglio 1903, all'età di 81 anni. Le sue ultime parole furono "Ora butto via tutte le sofferenze".
Fu sepolta quattro giorni dopo nel cimitero di Solna (Stoccolma) : le sue esequie furono celebrate dal pastore Bernhard Wadström. Nella sua tomba campeggia il titolo del suo celebre inno Tryggare kan ingen vara.

## Opere

### Raccolte poetiche
- Andliga vårblommor (1853)
- Samlade sånger (1882-1892)

### Inni (lista parziale)[2]
- Blott en dag
- Bred dina vida vingar
- Jag kan icke räkna dem alla
- Jesus för världen
- Jesus kär, var mig när
- Tryggare kan ingen vara (1855)
- Är det sant att Jesus är min broder